# Piotaturus bovalus
Piotaturus bovalus är en kvalsterart som beskrevs av Cook 1983. Piotaturus bovalus ingår i släktet Piotaturus och familjen Aturidae. Inga underarter finns listade i Catalogue of Life.